# Włoska Formuła Renault
| Włoska Formuła Renault | Włoska Formuła Renault |
| ---------------------- | ---------------------- |
| Kategoria              | Wyścigi samochodowe    |
| Kraj                   | Włochy                 |
| Pierwszy sezon         | 2000                   |
| Samochód               | Tatuus                 |
| Silniki                | Renault                |
| Mistrz kierowców       | Kevin Gilardoni        |
| Mistrz zespołów        | GSK Grand Prix         |

Włoska Formuła Renault – seria wyścigów samochodów jednomiejscowych, odbywająca się we Włoszech. Większość wyścigów jest rozgrywana właśnie w tym kraju, jednakże kilka rund ma miejsce w takich krajach, jak Belgia czy też Hiszpania. 
W serii startowało wielu przyszłych kierowców F1, m.in. Felipe Massa, Kimi Räikkönen, Robert Kubica, Kamui Kobayashi oraz Pastor Maldonado.

## Przepisy
W trakcie rundy odbywane są dwa wyścigi, trwające po 30 minut. Punkty przyznaje się według kryteriów:
| Pozycja | 1st | 2nd | 3rd | 4th | 5th | 6th | 7th | 8th | 9th | 10th | 11th | 12th | 13th | 14th | 15th |
| Punkty  | 38  | 28  | 24  | 22  | 20  | 18  | 16  | 14  | 12  | 10   | 8    | 6    | 4    | 2    | 1    |
| ------- | --- | --- | --- | --- | --- | --- | --- | --- | --- | ---- | ---- | ---- | ---- | ---- | ---- |

Dodatkowo po jednym punkcie przyznaje się zdobywcy pole position oraz autorowi najszybszego okrążenia w wyścigu. Tylko kierowcy sklasyfikowani mają prawo do punktów.

## Mistrzowie
| Sezon | Nazwa serii                 | Mistrz kierowców  | Mistrz zespołów        | Zwycięzca zimowego pucharu |
| ----- | --------------------------- | ----------------- | ---------------------- | -------------------------- |
| 2000  | Włoska Formuła Renault 2000 | Felipe Massa      | Cram Competition       |                            |
| 2001  | Włoska Formuła Renault 2000 | Ryan Briscoe      | Prema Powerteam        | Roberto Streit             |
| 2002  | Włoska Formuła Renault 2000 | José María López  | Cram Competition       | Toni Vilander              |
| 2003  | Włoska Formuła Renault 2000 | Franck Perera     | Prema Powerteam        | Pastor Maldonado           |
| 2004  | Włoska Formuła Renault 2000 | Pastor Maldonado  | Cram Competition       | Michaił Aloszyn            |
| 2005  | Włoska Formuła Renault 2.0  | Kamui Kobayashi   | Jenzer Motorsport      | Atte Mustonen              |
| 2006  | Włoska Formuła Renault 2.0  | Dani Clos         | Cram Competition       | Jaime Alguersuari          |
| 2007  | Włoska Formuła Renault 2.0  | Mika Mäki         | Epsilon Red Bull Team  | César Ramos                |
| 2008  | Włoska Formuła Renault 2.0  | Pål Varhaug       | Jenzer Motorsport      | Daniel Mancinelli          |
| 2009  | Włoska Formuła Renault 2.0  | Daniel Mancinelli | CO2 Motorsport         |                            |
| 2010  | Włoska Formuła Renault 2.0  | Francesco Frisone | Viola Formula Racing   |                            |
| 2011  | Włoska Formuła Renault 2.0  | Andrea Boffo      | Team Torino Motorsport |                            |
| 2012  | Włoska Formuła Renault 2.0  | Kevin Gilardoni   | GSK Grand Prix         |                            |